# Mihaela Mitrache

Mihaela Mitrache

Mihaela Mitrache (n. 8 iulie 1955, București – d. 18 februarie 2008, București) a fost o actriță română de film, radio, teatru, televiziune și voce.
A absolvit Institutul de Teatru și Film București în 1978 la clasa profesorului Marin Moraru.

## Activitate

### Teatru
| Teatrul Național din București - Merula - „Coada" de Paul Everac, regia Paul Everac, 2004 - Victoria - „Crimă pentru pământ" după Dinu Săraru, dramatizarea și regia Grigore Gonța, 2002 - Fanelly - „Mofturi la Union" după I.L. Caragiale, regia Gelu Colceag, 2002 - Hangița - „Omul din la Mancha" de Dale Wasserman, regia Ion Cojar, 2001 - Felicia - „Generația de sacrificiu" de I. Valjan, regia Dinu Cernescu, 1999 - Pina - „Satana cel bun și drept" de Tudor Popescu, regia Gelu Colceag și Puiu Ștefan, 1998 - Chiralina - „Năluca" după Panait Istrati, regia Dan Micu, 1998 Teatrul Ion Creangă din București - Vidra - „Răzvan și Vidra" de Bogdan Petriceicu Hasdeu - Jurjea - „Bogdan Dragoș" de Mihai Eminescu - Oana - „Terra II" de Tudor Popescu - Magda - „Un tânăr printre alții" de Mihai Constantinescu - Mrs. Murdstone - „David Copperfield" după Charles Dickens - Henriette - „Romanțioșii" de Edmond Rostand - Janine - „Ce nemaipomenită harababură" de Eugene Ionesco - Corcodușa - „Țiganiada" după Ion Budai Deleanu - Martafița - „Țara lui Goofi" de Matei Vișniec - Prietena - „Dragonul" de Evgheni Svartz | Teatrul Alexandru Davila din Pitești - Magda - „Întâmplări din capitală" de Tudor Mușatescu - Julieta - „Măsură pentru măsură" de William Shakespeare - Neda - „Ospățul lui Trimalchio" de Cristian Munteanu - Miza - „Titanic vals" de Tudor Mușatescu - Prințesa Henrietta - „Regele gol" de Evegeny Svartz - Magda Minu - „Ultima oră" de Mihail Sebastian - Mița Baston - „D'ale carnavalului" de I.L. Caragiale - Dora - „Profesorul de franceză" de Tudor Mușatescu - Beatrice Rasponi - „Slugă la doi stăpâni" de Carlo Goldoni - Honey - „Cui i-e frică de Virginia Woolf" de Edward Albee - Sofica - „Ordinatorul și zaibărul" de Paul Everac - Margareta - „Gaițele" de Alexandru Kirițescu - Florica - „Fantomiada" de Ion Băieșu - Leria - „Regăsire" de Gheorghe Dumbrăvescu - Zamfirița - „Gaițele" de Alexandru Kirițescu, regia Lia Niculescu - debut |

### Film
| - „Prea tineri pentru riduri", regia Aurel Miheleș, 1982 - Pădurea de fagi (1987) - „Moartea unui artist", regia Horea Popescu, 1989 - „Balanța", regia Lucian Pintilie, 1992 - Expediția (1989) - Filantropica (2002) | - „Vremea singurătății", regia Peter Vogel - „Baby-sitter", regia Ali Nasser - „Milky way", regia Ali Nasser |

### Televiziune
- "Don Juan și dragostea pentru geometrie" de Max Friesh, regia Eugen Todoran

## Nominalizări și premii
- Premiul național de interpretare feminină pentru rolul Honey - „Cui i-e frică de Virginia Woolf" la Festivalul Teatrelor Studio, Oradea
- Nominalizare la premiul de interpretare feminină la Festivalul de film de la Ierusalim, pentru rolul din „Milky way", 1997

## Galerie de imagini

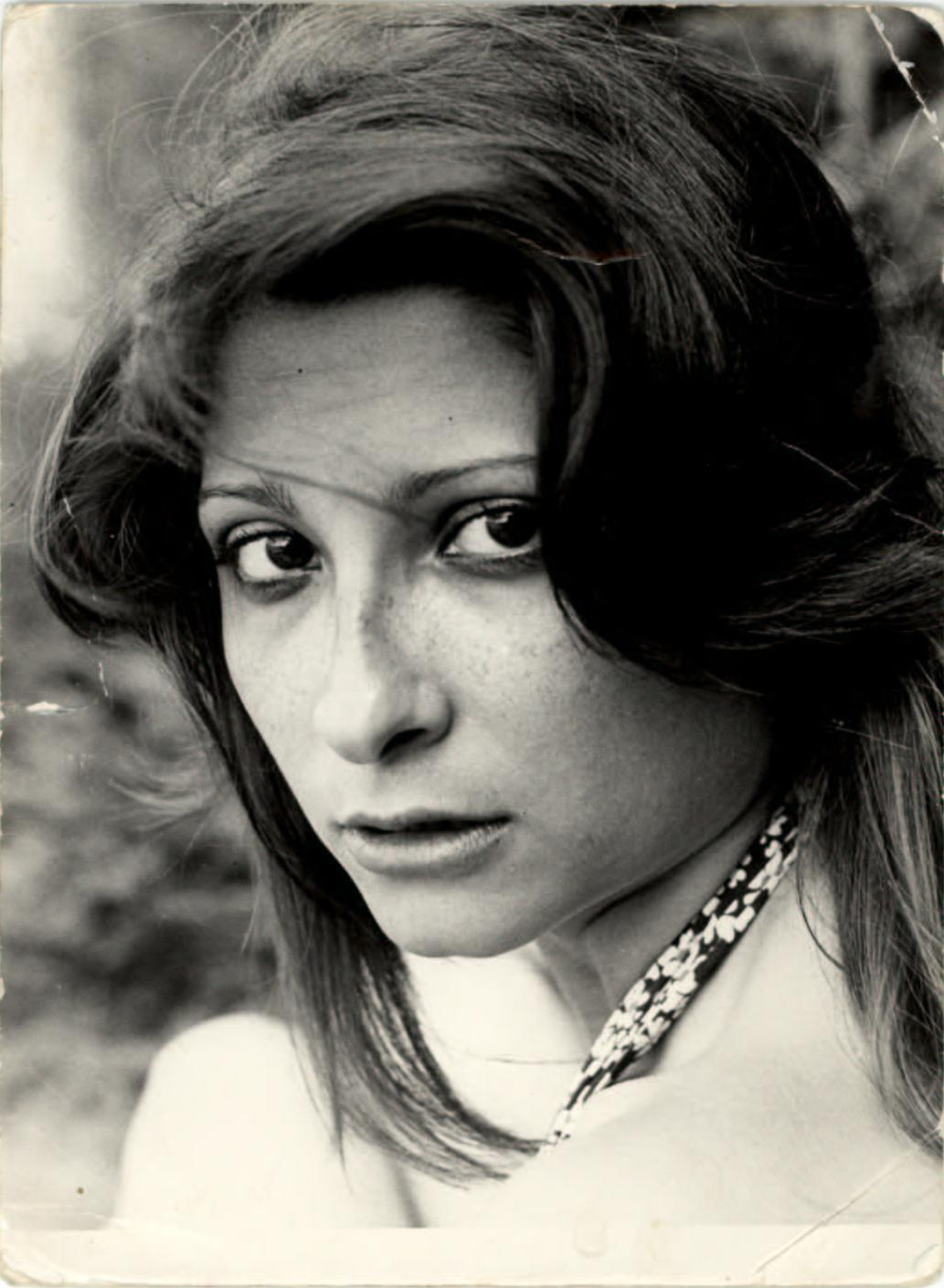
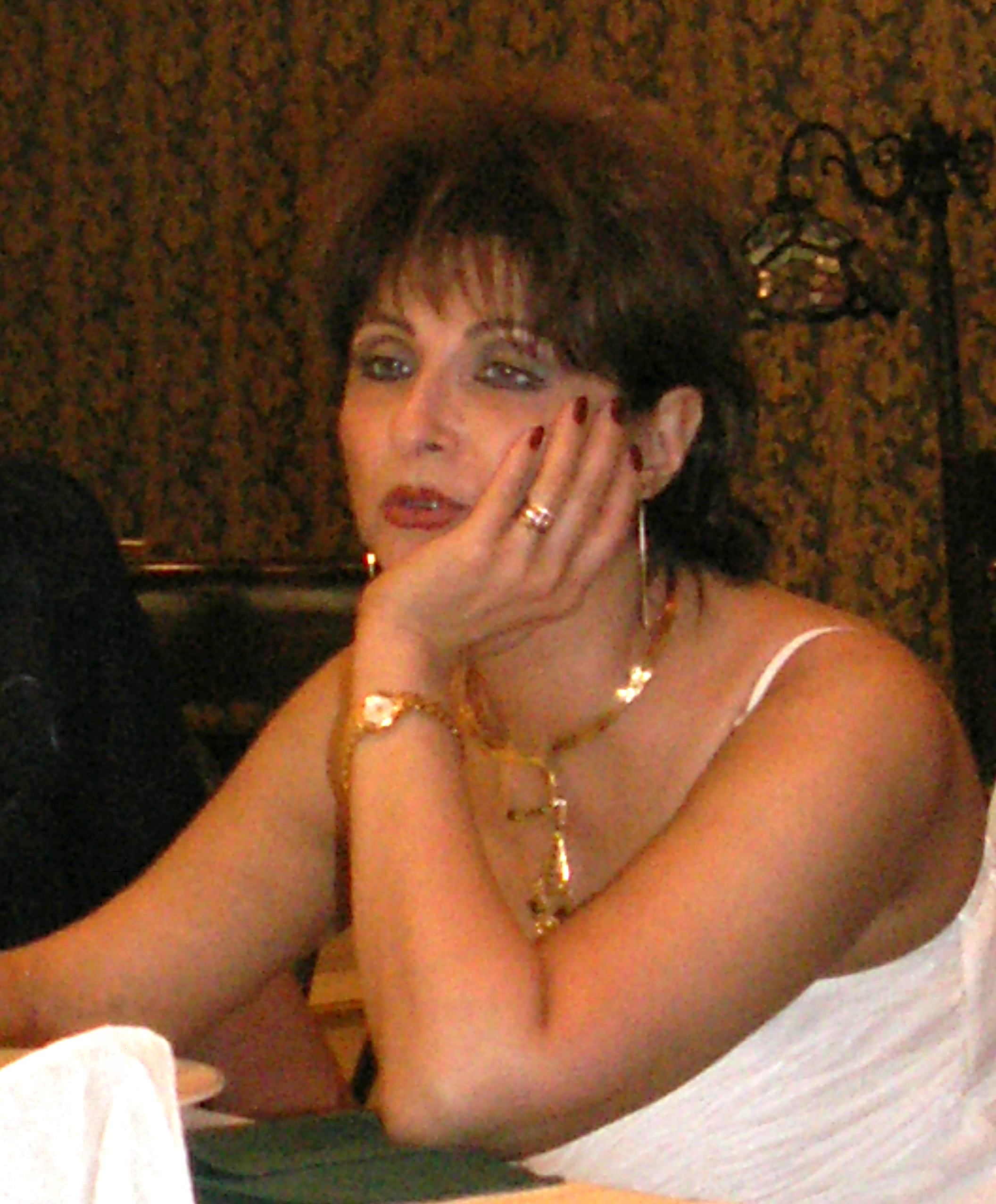